# Верхуфф, Якобус
Якобус Верхуфф (нидерл. Jacobus Verhoeff; 20 февраля 1927, Гаага — 19 марта 2018) — нидерландский математик и скульптор, наиболее известный как разработчик алгоритма Верхуффа.
Окончил Амстердамский университет, работал в Центре математики и информатики и Делфтском техническом университете.
В 1969 г. защитил под руководством Адриана ван Вейнгардена диссертацию «Десятичные коды с обнаружением ошибок», в которой и предложил свой алгоритм.
В 1971—1988 гг. профессор информатики в Университете Эразма Роттердамского в Роттердаме.

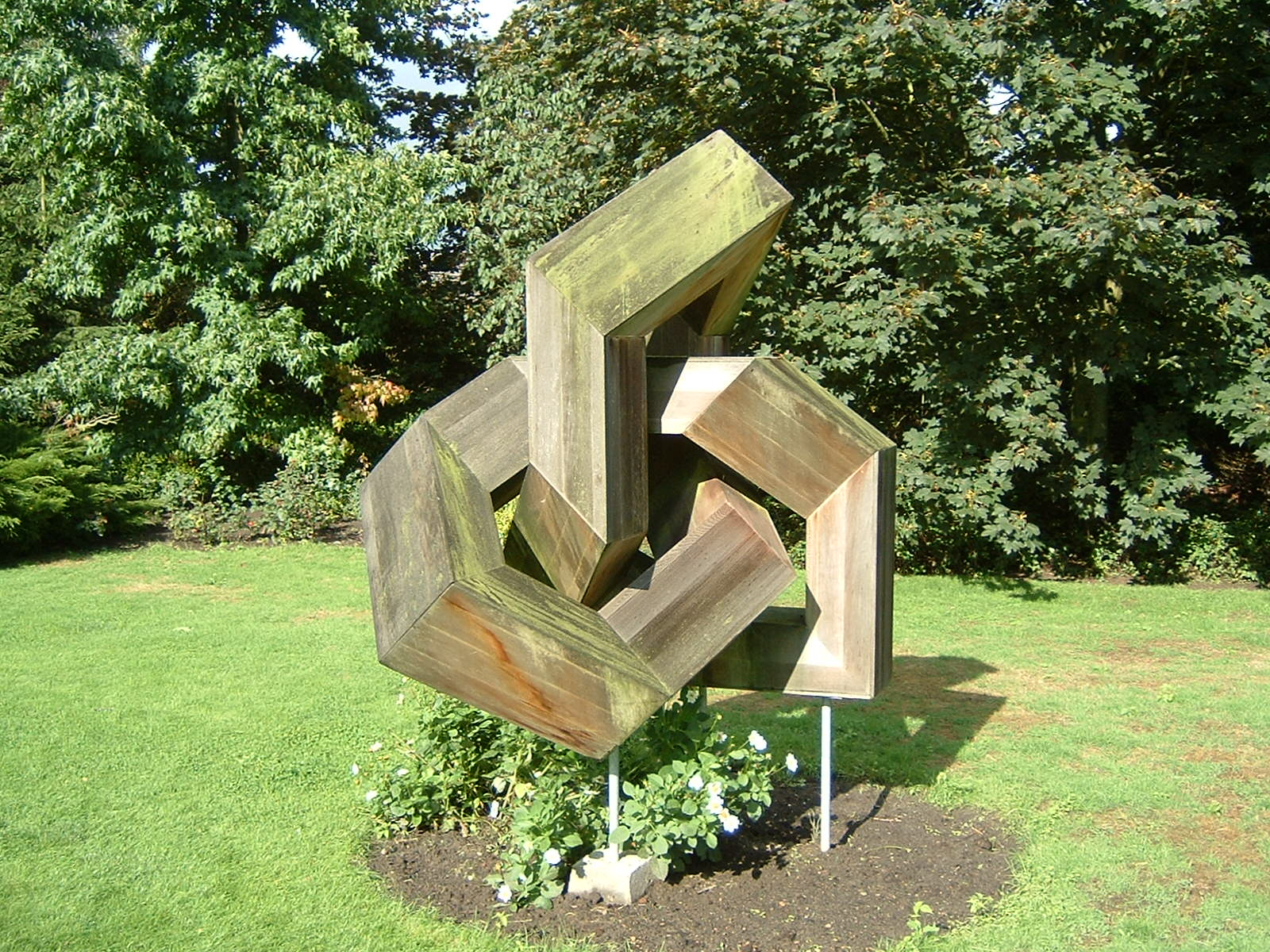
Скульптура Якоба Верхуффа

Скульптуры Верхуффа, основанные на различных стереометрических моделях, установлены в различных общественных местах в Нидерландах.